# Habrocestoides szechwanensis
Habrocestoides szechwanensis är en spindelart som beskrevs av Prószynski 1992. Habrocestoides szechwanensis ingår i släktet Habrocestoides och familjen hoppspindlar. Inga underarter finns listade i Catalogue of Life.